# Prix Mark-Twain
Le prix Mark-Twain de l'humour américain (Mark Twain Prize for American Humor) est une récompense décernée annuellement par le John F. Kennedy Center for the Performing Arts depuis 1998. Nommé d'après l'écrivain, essayiste et humoriste américain Mark Twain, le prix est décerné aux individus qui ont fait une contribution notable à l'humour américain.

## Récipiendaires
- 1998 : Richard Pryor
- 1999 : Jonathan Winters
- 2000 : Carl Reiner
- 2001 : Whoopi Goldberg
- 2002 : Bob Newhart
- 2003 : Lily Tomlin
- 2004 : Lorne Michaels
- 2005 : Steve Martin
- 2006 : Neil Simon
- 2007 : Billy Crystal
- 2008 : George Carlin [a]
- 2009 : Bill Cosby [b]
- 2010 : Tina Fey[1]
- 2011 : Will Ferrell[2]
- 2012 : Ellen DeGeneres[3]
- 2013 : Carol Burnett[4]
- 2014 : Jay Leno
- 2015 : Eddie Murphy[5]
- 2016 : Bill Murray
- 2017 : David Letterman[6]
- 2018 : Julia Louis-Dreyfus[7]
- 2019 : Dave Chappelle
- 2022 : Jon Stewart
- 2023 : Adam Sandler
- 2024 : Kevin Hart
- 2025 : Conan O'Brien

a  Le prix de Carlin est présenté à titre posthume.
b  Le prix de Cosby est retiré en 2018.